# Química macromolecular
La química macromolecular es la rama de la química que se encarga de estudiar la preparación, la caracterización, las propiedades y las aplicaciones de las moléculas que tienen una masa molecular elevada, formadas por un gran número de átomos, llamadas macromoléculas. Generalmente estas macromoléculas se pueden describir como la repetición de una o unas pocas unidades mínimas o monómeros, las cuales forman los polímeros.
Cuando las moléculas se vuelven muy grandes, conteniendo un número de átomos encadenados superior a una centena y pudiendo alcanzar valor ilimitado, las propiedades de estas moléculas, llamadas macromoléculas, presentan características propias generales mucho más dominantes que las características que surgen de la naturaleza química de los átomos que las constituyen o de los agrupamientos funcionales presentes.
Los puentes de hidrógeno e interacciones dipolo-dipolo, junto con las fuerzas de Van der Walls, son fundamentales en las macromoléculas en estado sólido e imparten resistencia, a diferencia del caso de moléculas de cadenas más cortas.
En solución estas interacciones entre las moléculas de alto peso molecular acarrean un pronunciado aumento de viscosidad que no se observa en las micromoléculas. De la misma manera, las evaporaciones de solvente de estas soluciones viscosas resultan en la formación de películas, en tanto que las soluciones de sustancias sólidas de bajo peso molecular generan cristales o polvo. Este, además, es uno de los medios más simples e inmediatos para el reconocimiento de las macromoléculas.
Se encuentran macromoléculas tanto en productos de síntesis como en los de origen natural; polisacáridos, poli-hidrocarburos, proteínas y ácidos nucleicos, todos constituyen ejemplos de macromoléculas naturales orgánicas. Incluyen, así, almidón, algodón, madera, lana, cabello, cuero, etc.